# Araucano (licor)
O Araucano é um licor de ervas chileno, na cidade de Valparaíso, pela Fábrica de Licores y Jarabes Virgilio Brusco e Hijos. A receita secreta é feita a partir de 23 ervas e sementes maceradas, resultando em um licor de sabor amargo com uma graduação alcoólica de 28°.
Em 2011, o licor foi designado como "licor tradicional de Valparaíso" pela prefeitura da cidade.

## História
O Araucano começou a ser vendido em Valparaíso na década de 1920 por um farmacêutico alemão chamado Fritz Hausser. Ele o vendia como tônico ou aperitivo medicinal em sua farmácia "El León" (O Leão). O nome do licor vem da receita da farmacia mapuche, que compõe a sua combinação de ervas.
Após a morte de Hausser em 1940, sua viúva vendeu a farmácia, juntamente com a receita do Araucano, para a família Leporati. Mais tarde, na década de 1950, a receita foi vendida para o sr. Virgilio Brusco.
Desde então, o Araucano continua sendo produzido na fábrica Tres Torres de Virgilio Brusco e Filhos.

## Preparações
Embora o Araucano seja um aperitivo ou digestivo, recentemente tem ganhado reconhecimento no Chile como ingrediente em alguns coquetéis tradicionais.
Na preparação do coquetel chileno Terremoto, o Araucano é comumente usado como substituto do Fernet, enquanto uma versão chilena do Negroni conhecida como Negroni Nacional inclui o Araucano em substituição ao gin.